# Chlorocala cinctipennis
Chlorocala cinctipennis är en skalbaggsart som beskrevs av Moser 1903. Chlorocala cinctipennis ingår i släktet Chlorocala och familjen Cetoniidae. Inga underarter finns listade i Catalogue of Life.